# Анцио
Анцио (итал. Anzio) град је у средишњој Италији. Анцио је важан град округа Рим у оквиру италијанске покрајине Лацио.
Град Анцио је познат као важно викенд одредиште Римљана, где они веома лако могу предахнути на мору на дан, два од велеградске буке и гужве. Град је историјски познат по чувеном десанту у Другом светском рату, који је имао кључну улогу при запоседању Италије од стране савезничких снага.

## Природне одлике
Анцио налази се у средишњем делу Италије, свега 55 км јужно од Рима, седишта покрајине и државе. Град се налази на Тиренском мору, док се у позадини пружа Понтијска равница, главна житница Лација.

## Историја
Према легенди основао га је Антеј, син Одисеја и Кирке, Када су га 338. г пре н.е. освојили Римљани Анцијум (кака се тада ѕвао) постао је одмаралиšте имућнијих Римљана. У њему су се родили Нерон и Калигула. Разорен од Сарацена у 9—10 веку, остао је дословно напуšтен до 1698. када је у његовој близини Папа Иноћентије XII саградио луку.
Године 1944. био је место крвавог, али успешног искрцавања тенкова савеѕничких снага током Другог светског рата.

## Становништво
Према резултатима пописа становништва 2011. у општини је живело 49.731 становника.
| 1931. | 1936. | 1951.  | 1961.  | 1971.  | 1981.  | 1991.  | 2001.  | 2011.  |
| ----- | ----- | ------ | ------ | ------ | ------ | ------ | ------ | ------ |
| 6.552 | 7.025 | 10.685 | 15.889 | 22.927 | 27.169 | 33.497 | 36.952 | 49.731 |

Град Анцио данас има преко 50.000 становника, махом Италијана. Током протеклих деценија град је имао знатан раст становништва, као последицу ширења утицаја оближњег Рима и развој туристичких делатности повезаних са тим.

## Партнерски градови
- Бад Пирмонт
- Пафос
- Heemstede
- Бруклин

## Галерија
- Анцио - Неронова пећина
- Чувени градски светионик
- Ископине римског позоришта